# Józef Lange
Józef Lange (Varsòvia, 16 de març de 1897 - Varsòvia, 11 de setembre de 1972) va ser un ciclista polonès que va prendre part en els Jocs Olímpics de París de 1924 i d'Amsterdam de 1928.
Als Jocs de París va participar en la prova de persecució per equips, fent equip amb Tomasz Stankiewicz, Franciszek Szymczyk i Jan Lazarski, guanyant la medalla de plata, per darrere l'equip italià; i en els 50 quilòmetres, quedant el cinquè.
Als Jocs d'Amsterdam va participar en la prova de persecució per equips, fent equip amb Alfred Reul, Jan Zybert i Józef Oksiutycz, i quedant eliminats en quarts de final. En el quilòmetre contrarellotge quedà el sisè.

## Palmarès
- 1921
  -  Campionat de Polònia en ruta
- 1924
  -  Medalla de plata als Jocs Olímpics de París en persecució per equips